# Светий Антон (Копер)
Светий Антон (словен. Sveti Anton) — поселення в общині Копер, Регіон Обално-крашка, Словенія. Висота над рівнем моря: 122,8 м.